# École nationale des greffes
Pour les articles homonymes, voir ENG.
L'École nationale des greffes (ENG) est un service à compétence nationale, placé sous l’autorité du directeur des services judiciaires, cette école d’application dispense l'intégralité de la formation initiale, avant titularisation, des directeurs des services de greffe et des greffiers des services judiciaires. Elle participe à la formation initiale des fonctionnaires des corps communs du ministère de la Justice : attachés d'administration, secrétaires administratifs, adjoints administratifs et adjoints des services techniques. Elle assure l'adaptation à l'emploi des fonctionnaires nouvellement détachés dans les services judiciaires. 
Elle est située, en France, au 5 boulevard de la Marne à Dijon, sur le site de l'ancienne caserne militaire KRIEN. La superficie totale de l'Ecole est de 25 516 m² en 2019, répartie entre 7 bâtiments (A, B, C, D, E, F  et G).
L'ENG a été créée par un arrêté du 29 avril 1974 du ministre de la justice. Son organisation actuelle et ses missions ont été fixées par un arrêté du 17 avril 2012.
L'effectif des stagiaires accueillis à l'ENG est très féminisé. En moyenne, 250 à 300 greffiers des services judiciaires sortent de l'École chaque année dont environ 80 % de femmes et 20 % d'hommes.

## Historique
L'école est créée en 1974 sur site de l'ancienne caserne militaire Krien, à l'angle du boulevard de la Marne et de l'avenue Aristide-Briand.
Durant les mois d'août 1979 et octobre 1982, deux bâtiments (actuels bâtiments A et B) de l'ancienne caserne militaire sont rénovés. 
Ensuite, des installations complémentaires de 10 500 m2 (actuels bâtiments C, D, et E) intégrant une imposante verrière alliant verre, brique, béton brut et bois sont établies permettant à l'école d'accueillir davantage de stagiaires.  
Face aux besoins grandissants d’accueil d’élèves, de janvier 2006 à juillet 2007, une phase d'exécution de l'ordre de 11 400 m² est réalisée. Ce nouvel ensemble est composé de verre, de bois, de pierre de Bourgogne, de zinc ainsi que de béton brut. 
Ces agrandissements successifs permettent à l'École d'accueillir simultanément près de 374 stagiaires, en leur assurant en plus de leur formation l'hébergement et la restauration.

## Direction
À ce jour, les directeurs de l'ENG qui se sont succédé sont : 
- René Pautrat (d'avril 1974 à janvier 1983) ;
- Maurice Simon (de janvier 1983 à janvier 1985) ;
- Jean-Charles Parenty (de janvier 1985 à septembre 1990) ;
- Jean-Jacques Heintz (d'octobre 1990 à mars 1997) ;
- Jacques Fayen (de septembre 1997 à mars 2003) ;
- Claude Eengelhard (de mars 2003 à mai 2008)[7] ;
- Geneviève Liotard (de septembre 2008 à octobre 2011)[8] ;
- Stéphane Hardouin (de décembre 2011 à juillet 2014)[9] ;
- Michaël Janas (de septembre 2014 à décembre 2015)[10] ;
- Gérard Sentis (de mai 2016 à février 2021)[11] ;
- Véronique Court (depuis le 1er février 2021)[12],[13].

## Organisation
Les activités pédagogiques de l'École sont partagées entre trois sous-directions :
- la sous-direction de la formation à l'encadrement et à l'environnement judiciaire ;
- la sous-direction de la formation aux méthodes et techniques de greffe ;
- la sous-direction du suivi des stages et des parcours professionnels.

Les enseignements sont dispensés par une équipe pédagogique composée de directeurs des services de greffe et de greffiers des services judiciaires chargés d'enseignement. Des intervenants extérieurs, venant d'horizons divers, dispensent également des enseignements. L'ENG met à la disposition des stagiaires des équipements numériques, un centre de documentation, plusieurs amphythéatres. Selon le cas, les enseignements peuvent être dispensés à toute une promotion ou en petits groupes.

## Missions
Outre ses missions de formation initiale et de formation continue à destination des fonctionnaires des services judiciaires, l’ENG organise des échanges avec des établissements nationaux et internationaux. Elle mène des actions de coopération internationale et accueille régulièrement des stagiaires étrangers. L'ENG est membre du réseau des écoles du service public.

### Classe préparatoire intégrée
L’ENG a ouvert, dans le cadre du programme « égalité des chances » un dispositif permettant à des diplômés méritants issus de milieux défavorisés de bénéficier d'une préparation aux concours  externes de greffier et de directeur de services des greffes : les classes préparatoires intégrées (CPI), devenues en 2021 classes « Prépas Talents ».

### Formation initiale
La formation initiale à l'ENG est notée pour classer les stagiaires par rang de mérite. Des évaluations régulières ponctuent la scolarité et les stages en juridiction sont évalués par des maîtres de stage.

#### Formation initiale des greffiers des services judiciaires
La formation initiale est commune aux lauréats des concours externes et internes qui sont regroupés dans la même promotion. Sa durée est de 18 mois. 
Le calendrier de formation est le suivant, en pouvant varier d'une promotion à l'autre.
- Stage découverte à l’ENG : 1 semaine
- Stage découverte en juridictions : 1 semaine
- Scolarité à l’ENG : 9 semaines
- Stage pratique en juridictions : 28 semaines
- Stage d’approfondissement des futures fonctions : 3 à 5 semaines
- Scolarité d’approfondissement : 1 à 3 semaines
- Stage de préaffectation sur poste : 6 derniers mois

La formation initiale pour les greffiers des services judiciaires lauréats de l'examen professionnel pour de ceux nommés au choix est ramenée à 12 mois.

#### Formation initiale des directeurs des services de greffe judiciaires
La formation initiale est commune aux lauréats des concours externes et internes qui sont regroupés dans la même promotion. Sa durée est de 18 mois. 
Elle suit le principe d'alternance entre scolarité et stage, en étant organisée de façon thématique :
- missions du directeur des services de greffe et environnement professionnel
- pilotage des moyens de la juridiction
- Pilotage opérationnel des services pénaux civils et prud’homaux.

Elle comprend un stage extérieur de 4 semaines (dans une autre administration, dans une entreprise, auprès d'un auxiliaire de justice…) et se termine par un stage d'approfondissement professionnel de 15 semaines.
La formation initiale des directeurs des services de greffe nommés sur liste d'aptitude est ramenée à 12 mois.

### Formation continue
L’ENG est chargée de la formation continue nationale de l’ensemble des fonctionnaires des juridictions judiciaires françaises et des services qui s'y rattachent, soit environ 22 000 agents. L’École peut prêter son concours à des actions de formation régionales.
Elle organise également des sessions de formation en partenariat avec les autres Écoles du ministère de la Justice : l’École nationale de la magistrature, l’École nationale d'administration pénitentiaire ou encore avec l’École nationale de la protection judiciaire de la jeunesse. 

## Concours d'entrée

### Conditions d'inscription aux concours
Il existe des conditions générales afin de pouvoir s'inscrire aux concours de la fonction publique et des conditions particulières aux concours de directeur des services de greffe et de greffier des services judiciaires :
- Condition de nationalité : être de nationalité française
- Aptitude physique : être apte physiquement à exercer la fonction à laquelle il est candidat compte tenu des possibilités de compensation du handicap.
- Conditions de moralité : jouir de ses droits civiques, avoir un bulletin n°2 du casier judiciaire vierge
- Conditions au regard du code du service national : être en position régulière.

### Concours degreffier des services judiciaires

#### Concours par voie externe
Le concours externe est ouvert aux titulaires d'un bac +2 (les parents d'au moins 3 enfants peuvent être dispensés de la condition de diplôme), peu importe la discipline, néanmoins, il est préférable d'avoir obtenu un diplôme en droit.
Le concours comprend plusieurs épreuves : deux épreuves écrites et une épreuve orale.

##### Les épreuves écrites
- La première épreuve d'une durée de 4 heures consiste en la rédaction d'une note de synthèse à partir de documents qui portent sur des problèmes d'ordre juridique ou administratif qui permet d'évaluer la capacité d'analyse du candidat ainsi que son raisonnement.

- La deuxième épreuve de 3 heures consiste en deux séries de questions. La première série porte sur deux questions relatives à l'organisation administrative et judiciaire française. La deuxième série choisit après communication du sujet deux questions portant soit sur la procédure civile et prud‘homale, soit sur la procédure pénale. Il peut soit répondre aux questions portant uniquement sur la procédure civile et prud‘homale, soit aux questions portant uniquement sur la procédure pénale soit aux questions portant à la fois sur la procédure civile et prud‘homale et la procédure pénale.

##### L'épreuve orale
- L'épreuve orale consiste en un entretien avec un jury. L'entretien commence par une présentation par le candidat de son parcours ainsi que de ses motivations. Cet entretien permet d'évaluer les qualités personnelles du candidat ainsi que son potentiel au travers de questions et de mises en situation.

#### Concours par voie interne
Le concours interne est réservé aux fonctionnaires totalisant au moins 4 ans de service effectif.
Tout comme le concours externe, il comprend deux épreuves écrites ainsi qu'une épreuve orale.

##### Les épreuves écrites
- La première épreuve écrite de 4 heures consiste en la résolution d'un cas pratique à partir d'un dossier documentaire portant sur des problématiques concrètes d'ordre administratif ou juridique. Cet exercice sera rédigé sous la forme d'une note structurée afin de mettre le candidat en situation professionnelle.

- La deuxième épreuve de 3 heures consiste en deux séries de questions. La première série porte sur deux questions relatives à l'organisation administrative et judiciaire française. La deuxième série choisit après communication du sujet deux questions portant soit sur la procédure civile et prud‘homale et la procédure pénale. Il peut soit répondre aux questions portant uniquement sur la procédure civile et prud‘homale, soit aux questions portant uniquement sur la procédure pénale soit aux questions portant à la fois sur la procédure civile et prud‘homale et la procédure pénale.

##### L'épreuve orale
- L'épreuve orale consiste en un entretien avec le jury d'une durée de 25 minutes. Cet entretien vise à apprécier les acquis de l'expérience professionnelle du candidat, son aptitude à exercer les fonctions de greffier ainsi que ses motivations et ses qualités personnelles. L'entretien débute par une présentation par le candidat de son expérience professionnelle. Les connaissances administratives générales du candidat, celles de son environnement professionnel, seront évaluées au travers de questions et de mises en situation.

#### Autres voies de recrutement des greffiers
Il existe plusieurs voies de recrutement en plus des concours :
- un examen professionnel destiné aux fonctionnaires de catégorie C disposant d'une ancienneté importante
- une troisième voie du concours visant à recruter des personnes ayant exercé des mandats électifs, associatifs ou bénéficiant d'expériences professionnelles d'un niveau comparable à celui des greffiers des services judiciaires durant au moins 4 ans
- un concours réservé exceptionnel destiné aux anciens agents des tribunaux de la sécurité sociale supprimés.

### Concours dedirecteur des services de greffe[18]

#### Concours par voie externe
Le concours externe est ouvert aux titulaires d'un bac +3 (les parents d'au moins 3 enfants peuvent bénéficier d'une dispense de diplôme). Une solide formation juridique est nécessaire à la réussite du concours. 
Le concours comprend plusieurs épreuves : deux épreuves écrites et une épreuve orale.

##### Les épreuves écrites
- La première épreuve qui dure 4 heures consiste en une composition sur un sujet portant sur les aspects politiques, économiques, sociaux et culturels du monde contemporain ou en la rédaction d'une note de synthèse à partir de documents qui portent sur des problèmes d'ordre juridique ou administratif.
- La deuxième épreuve de 4 heures consiste en une série de questions à réponse courte portant sur la procédure civile et prud’homale, la procédure pénale, l'organisation judiciaire et la gestion des ressources humaines.

##### Les épreuves orales
- La première épreuve orale consiste en un entretien avec un jury. Cet entretien permet d'évaluer les qualités personnelles du candidat ainsi que son potentiel et le comportement qu'il adoptera face à une situation concrète. L'épreuve dure 30 minutes au maximum dont les 5 premières minutes permettent au candidat de se présenter au jury.
- La deuxième épreuve orale est une interrogation qui peut porter sur un sujet de finances publiques ou de droit de la fonction publique. Lors de son inscription au concours, le candidat choisit son option. Cette épreuve se compose de 15 minutes de préparation suivies de 15 minutes maximum d'exposé.

#### Concours par voie interne
Tout comme le concours externe, il comprend deux épreuves écrites ainsi qu'une épreuve orale. Le concours est ouvert aux fonctionnaires et agents de l’État, des collectivités territoriales et des établissements publics qui en dépendent, aux candidats en fonction dans une organisation internationale intergouvernementale. Les candidats doivent justifier d'au moins quatre années de service public au 1er janvier de l'année au titre de laquelle le concours est organisé.

##### Les épreuves écrites
- La première épreuve écrite de 4 heures consiste en la rédaction d'une note à partir d'un dossier à caractère administratif. Cet écrit permet de vérifier les qualités de rédaction et d'analyse du candidat mais aussi sa capacité à dégager des solutions appropriées à une situation.
- La deuxième épreuve d'une durée de 4 heures consiste en une série de questions à réponse courte et portant sur la gestion des ressources humaines et sur un autre sujet au choix portant soit sur la procédure pénale, soit sur la procédure civile et prud'homale.

##### Les épreuves orales
- La première épreuve consiste en un entretien de 30 minutes avec le jury. Cet entretien vise à apprécier les acquis de l'expérience professionnelle du candidat, son aptitude à exercer les fonctions de directeur des services de greffe ainsi que ses motivations et ses qualités personnelles.
- La deuxième épreuve est une interrogation orale de 15 minutes qui porte sur une option choisie par le candidat lors de son inscription au concours.

L'interrogation porte soit sur un sujet de finances publiques, soit sur un sujet de droit de la fonction publique. Le candidat dispose de 15 minutes de préparation.

## Affectation des stagiaires en sortie d'école
Les stagiaires lauréats des concours choisissent leurs postes d'affectation sur une liste dressée par l'administration. Le choix se fait en fonction du rang de classement au mérite. Leur rang de classement est déterminé par la note de scolarité et par la note de stage. Les stagiaires entament ensuite leur formation d'approfondissement.
Ceux issus de l'examen professionnel de greffier des services judiciaires choisissent leur poste en début de formation.
Les greffiers des services judiciaires nommés au choix ont, quant à eux, déjà reçu leur affectation lorsqu'ils entrent à l'ENG.

## Dimension internationale

### Accueil de stagiaires étrangers
L'ENG, dans le cadre de son activité internationale, accueille de nombreux stagiaires étrangers exerçant des fonctions comparables à celles du greffier en France et qui y viennent appréhender l'organisation, les méthodes de travail, les outils pédagogiques. 
Les stagiaires étrangers sont sélectionnés en fonction de leurs dossiers.  Au sein de l'École, ils sont accueillis durant quelques jours ou quelques semaines. Mais encore, ils peuvent être intégrés dans des promotions en formation initiale ; dans ce cas-là ils sont accueillis durant plusieurs mois. Il arrive que, exceptionnellement, les stagiaires étrangers suivent à l'Ecole des formations spécifiques (différentes des formations initiales et continues), ou qu'ils suivent des cours de tutorat dispensés par les enseignants de l'ENG.
Majoritairement, les stagiaires étrangers sont francophones et originaires d'Afrique. Néanmoins, depuis de nombreuses années, l'École s'ouvre à d'autres partenariats et reçoit régulièrement des greffiers japonais. 
Il est possible de consulter les documents que les stagiaires étrangers produisent à l'issue de leur passage à l'Ecole puisque leur mémoire ou leur rapport de stage sont versés au fonds du centre de ressources documentaires.

### Visites de délégations étrangères
- Visite du magistrat de liaison algérien en France : 2 avril 2012[20];

- Visite d'un greffier en chef franco-argentin : 27 septembre 2010[21];

- Visite du premier président de la Cour suprême du Bénin : 18 septembre 2009[22];

- Visite du conseiller du ministre de la Justice du Gabon : 15 juillet 2009[23];

- Accueil d'une délégation algérienne : 22 avril 2011[24];

- Accueil d'une délégation libanaise : 7 mars 2011[25];

- Accueil d'une délégation sénégalaise : 30 octobre 2010[26];

- Accueil d'une délégation russe : 21 octobre 2009[27];

- Accueil d'une délégation japonaise : 8 octobre 2009[28].

## Galerie

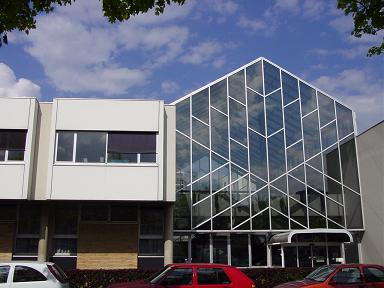
Façade du bâtiment Marne ouest
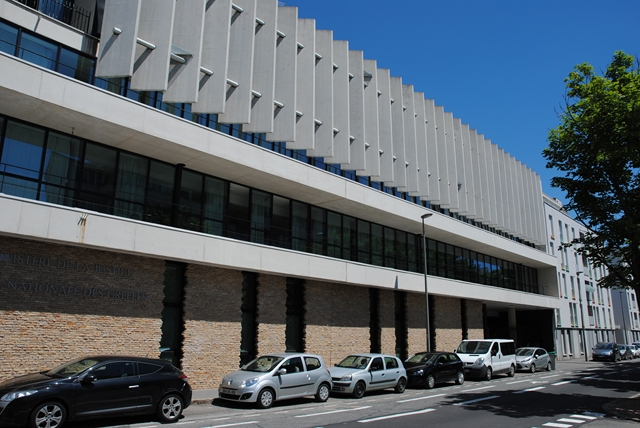
Façade du bâtiment Marne est
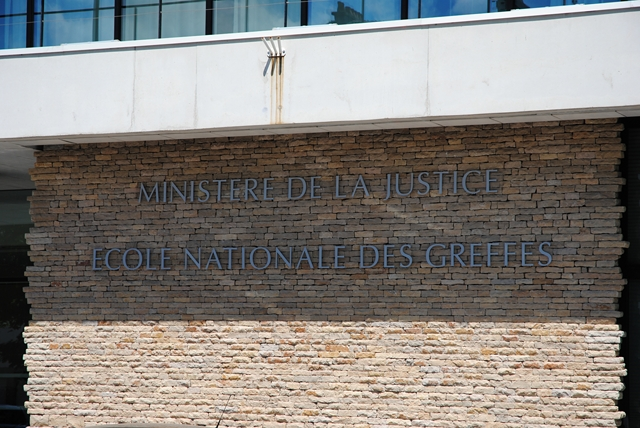
Façade du bâtiment Marne est
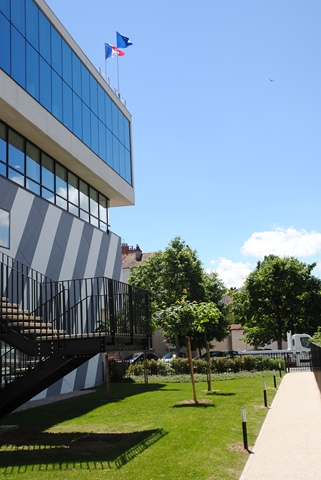
Allée
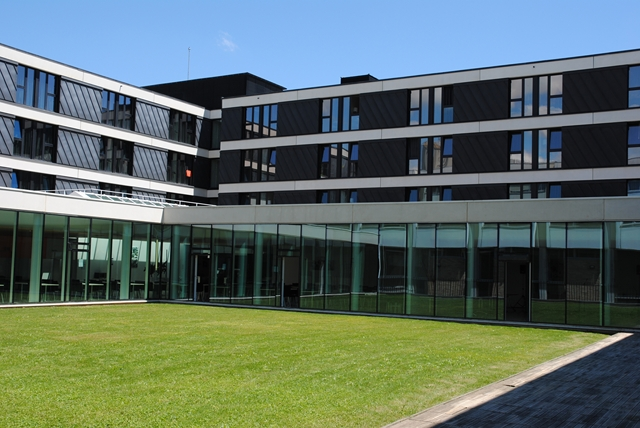
Patio
Vue panoramique

## Annexe